# Зильберман, Григорий Павлович
Григорий Павлович Зильберман (4 февраля 1918, Одесса — 21 ноября 1978, Новосибирск) — советский архитектор, сотрудник «Новосибгражданпроекта», главный архитектор «Гипроречтранса», член Союза архитекторов СССР.

## Биография
Родился 4 февраля 1918 года в Одессе. В 1940 году окончил Одесский строительный институт (архитектурный факультет), после чего до 1945 года был архитектором завода «Сибсельмаш». В 1946 году устроился в Новосибирское отделение Художественного фонда СССР. В 1955—1957 годах — сотрудник Новосибирского филиала «Гипроавиапрома».
С 1957 по 1968 год работал в «Новосибпроекте» (в 1964 году переименован в «Новосибгражданпроект»), где занимал должности старшего архитектора, руководителя группы и руководителя мастерской.
С 1968 по 1975 год был главным архитектором «Гипроречтранса».
Наиболее значимым в его карьере стал период работы в Новосибгражданпроекте; в составе творческой группы этой организации он участвовал в следующих проектах: Новосибирская консерватория, Новосибирский театр музыкальной комедии, широкоформатный зал кинотеатра «Победа» (пристройка), аэровокзал (Толмачёво), кинотеатр имени Маяковского, Дом актёра и т. д.
Похоронен на Заельцовском кладбище Новосибирска (квартал 44).